# VdB 40
vdB 40 est une nébuleuse par réflexion visible dans la constellation d'Orion.
Elle est située presque exactement sur la même ligne de visée que l'étoile brillante Bellatrix (γ Orionis), et son observation est fortement perturbée par la lumière de cette étoile. En réalité, sa position est plus éloignée que celle de Bellatrix. L'étoile responsable de l'illumination des gaz du nuage est cataloguée sous le nom de HD 243588. C'est une géante jaune de classe spectrale G8III et de magnitude 7,87, probablement située à une distance d'environ 179 pc (∼584 al), une valeur dérivée de sa parallaxe, égale à 5,59 mas. La distance de Bellatrix n'est en réalité que de 250 années-lumière. vdB 40 se trouve plus au premier plan par rapport à la vaste région nébuleuse du complexe du nuage d'Orion.